# Cryptothripa polyhymniodes
Cryptothripa polyhymniodes är en fjärilsart som beskrevs av Embrik Strand 1917. Cryptothripa polyhymniodes ingår i släktet Cryptothripa och familjen trågspinnare. Inga underarter finns listade i Catalogue of Life.